# Bruzda boczna mózgu

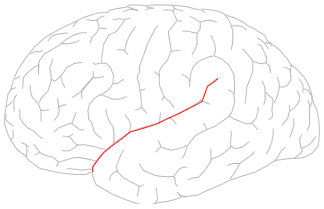
Bruzda boczna.

Schemat pokazujący lokalizację ośrodków Broki i Wernickego. Widoczna pomiędzy nimi jest bruzda boczna.

Bruzda boczna mózgu, szczelina Sylwiusza, szczelina boczna (łac. sulcus lateralis, fissura Sylvii, fissura lateralis) – w anatomii człowieka bruzda na powierzchni bocznej kresomózgowia, jedna z najlepiej widocznych tam struktur.
Bruzda boczna oddziela płat czołowy i płat ciemieniowy od płata skroniowego znajdującego się poniżej. Występuje w obu półkulach mózgu, lecz dłuższa jest w lewej półkuli. Stanowi jedną z najwcześniej wykształcających się bruzd w mózgowiu – pojawia się około 14 tygodnia życia płodowego.
Ma kilka rozgałęzień. Dwa najbardziej wyróżniające się to ramię wstępujące i ramię poziome, które oddzielają zakręt czołowy dolny. Szczelina boczna sąsiaduje również z zakrętem skroniowym poprzecznym, który zawiera pierwszorzędową korę słuchową. Uszkodzenie kory półkuli dominującej w pobliżu szczeliny może być przyczyną afazji, ponieważ sąsiaduje ona z wieloma strategicznymi ośrodkami odpowiedzialnymi za mowę – ośrodkiem Broki (44B), Wernickego (22B) oraz stykiem skroniowo-ciemieniowo-potylicznym (zakręty – kątowy i nadbrzeżny).
Nazwa eponimiczna upamiętnia Franciscusa Sylviusa (1614–1672), profesora medycyny na uniwersytecie w Lejdzie.